# К'ю-гарденс (станція)
51°28′38″ пн. ш. 0°17′06″ зх. д. / 51.477138888889° пн. ш. 0.28498055555556° зх. д.
К'ю-гарденс (англ. Kew Gardens) — станція Лондонського метро та National Rail. Розташована на межі 3-ї та 4-ї тарифних зон, у К'ю, боро Ричмонд-на-Темзі, Великий Лондон, для Лондонського метро — на лінії Дистрикт та для National Rail — у мережі London Overground, Північно-Лондонська лінія — між станціями Ганнерсбері та Ричмонд. Пасажирообіг на 2017 для метростанції — 4.37 млн осіб, для London Overground — 1.316 млн осіб
Конструкція станції — наземна відкрита з двома прямими береговими платформами.

## Історія
- 1. січня 1869 — відкриття станції у складі London and South Western Railway (L&SWR).
- 1869 — відкриття трафіку North London Railway (NLR).
- 1. червня 1870 — відкриття трафіку Great Western Railway (GWR).
- 31. жовтня 1870 — припинення трафіку GWR.
- 1. червня 1877 — відкриття трафіку Metropolitan District Railway (MDR, сьогоденна лінія Дистрикт).
- 1. жовтня 1877 — відкриття трафіку Metropolitan Railway (MR, сьогоденна лінія Метрополітен).
- 1. січня 1894 — відновлення трафіку GWR.
- 31. грудня 1906 — припинення трафіку MR.
- 31. грудня 1910 — припинення трафіку GWR.
- 3. червня 1916 — припинення трафіку L&SWR.

## Пересадки
- На автобуси London Buses маршрутів 391.

## Послуги
| Попередня станція | Лінія                                       | Лінія                           | Лінія | Наступна станція |
| ----------------- | ------------------------------------------- | ------------------------------- | ----- | ---------------- |
| Ганнерсбері       |                                             | Лондонське метро Лінія Дистрикт |       | Ричмонд          |
| Ганнерсбері       | London Overground Північно-Лондонська лінія |                                 |       | Ричмонд          |